# Eddie South
Eddie South (Louisiana, Misuri, 27 de noviembre de 1904 - 25 de abril de 1962) fue un violinista de jazz estadounidense.

## Biografía
Comenzó como violinista de música clásica prodigio, aunque cambió al jazz debido principalmente a las pocas oportunidades para músicos estadounidense negros, en el ámbito de la música clásica de la época.
Comenzó su carrera tocando en espectáculos vaudeville y con orquestas de jazz de Chicago, como las bandas de Freddie Keppard, Jimmy Wade, Charles Elgar y Erskine Tate. A partir de una visita a Europa en los década de 1920, su música fue muy influenciada por la música folclórica húngara y música gitana, las cuales adaptó al jazz.
En 1927 comenzó su propio grupo, "Eddie South and his Alabamians" nombrado así en honor al Club Alabama, lugar de Chicago dónde se reunían a tocar. Entre 1928 y 1930 el grupo realizó una gira por Europa. En visitas posteriores al "Viejo Continente", ya en la década de 1930, Eddie tocó y grabó con el guitarrista Django Reinhardt y los violinistas Stéphane Grappelli y Michel Warlop. También dirigió bandas que incluyeron a jóvenes músicos como el pianista Billy Taylor y el bajista Milt Hinton.